# The Walls of Jericho (film 1914)
The Walls of Jericho è un film muto del 1914 diretto da Lloyd B. Carleton e James K. Hackett.
La sceneggiatura di Anthony Paul Kelly e Lloyd B. Carleton si basa su The Walls of Jericho, un  lavoro teatrale di Alfred Sutro presentato in prima il 25 settembre 1905 al Savoy Theatre di Broadway; lo spettacolo restò in scena per 157 rappresentazioni. Hackett, a teatro, oltre a dirigere il lavoro, aveva anche rivestito i panni del protagonista, Jack Frobisher, ruolo che nel film venne affidato a Edmund Breese.

## Trama
A Londra, Lady Althea Frobisher, preda del demone del gioco, non solo perde grosse somme a bridge, ma si lascia irretire anche da un corteggiatore, un uomo dissoluto e libertino che le rivela che suo marito Jack è in realtà un assassino ricercato dalla polizia per aver ucciso tempo prima un uomo in America. La verità però è un'altra e verrà fuori quando dagli Stati Uniti arriverà il detective sulle tracce del ricercato: il vero colpevole non è il marito, ma proprio il suo corteggiatore. Riconciliatasi con Jack, Althea promette anche di smettere di giocare a carte.

## Produzione
Il film fu prodotto dalla Box Office Attractions Company.

## Distribuzione
Distribuito dalla Box Office Attractions Company, il film - presentato da William Fox - uscì nelle sale cinematografiche statunitensi il 19 novembre 1914.